# Fredy Herrera
Fredy Herrera Martínez (2 novembre 1970) è un allenatore di calcio a 5 ed ex giocatore di calcio a 5 cubano.

## Carriera
Come massimo riconoscimento in carriera vanta la partecipazione al FIFA Futsal World Championship 1996 in cui la nazionale cubana, alla prima partecipazione, è stata eliminata nel girone del primo turno comprendente Brasile, Belgio e Iran. Dopo il ritiro, ha intrapreso la carriera di allenatore guidando la selezione Under-20 di Cuba.